# چرنیچه
چرنیچه (به بلغاری: Cherniche) روستایی در بلغارستان است که در استان بلاگووگراد واقع شده‌است.